# ローレンス・オーウェン
ローレンス・オーウェン（英語: Laurence Rochon "Laurie" Owen、1944年5月9日 - 1961年2月15日）は、アメリカ合衆国、オークランド出身のフィギュアスケート選手（女子シングル）。1960年スコーバレーオリンピックアメリカ合衆国代表。
1961年2月15日、プラハで開催予定の世界選手権に向かう際、搭乗した飛行機の墜落事故に遭い死去（詳細はサベナ航空548便墜落事故）。

## 主な戦績
| 大会/年      | 1958-59 | 1959-60 | 1960-61 |
| ------------ | ------- | ------- | ------- |
| オリンピック |         | 6       |         |
| 世界選手権   |         | 9       |         |
| 全米選手権   | 1 J     | 3       | 1       |

- J - ジュニアクラス